# Distretto di Borçka
Il distretto di Borçka (in turco Borçka ilçesi) è uno dei distretti della provincia di Artvin, in Turchia.